# Harem Suare
Harem Suare és una pel·lícula italiana del 1999 dirigida per Ferzan Özpetek i escrita per Gianni Romoli i Özpetek.
Es va presentar a la secció Un Certain Regard del 52è Festival Internacional de Cinema de Canes, i es va estrenar als cinemes italians el 21 de maig de 1999.

## Argument
L'anciana Safiye, d'origen italià, aturada en una estació, explica a la jove Anita, que està a punt de marxar cap a Orient, la seva història com a concubina a l'harem del sultà Abdul Hamid II.
A principis del segle xx, a la vigília de l'enfonsament de l'Imperi Otomà, Safiye i l'eunuc Nadir fan un pacte per assegurar-se que la noia es converteixi en la preferida del soldà. Mentre porten a terme aquest pla, els dos acaben enamorant-se i, malgrat la condició de castració de Nadir, consumant el seu amor. Malauradament, tot el que Safiye conquereix s'ensorra miserablement: el fill que tindrà del soldà mor enverinat per un dels seus envejos rivals, l'harem es tanca (i Abdul Hamid II enviat a l'exili supervisat a Tessalònica el 1909), i per sobreviure torna després de molts anys a Itàlia, on actua al teatre i és presentada com "l'última favorita del soldà".

## Repartiment
- Marie Gillain: Safiye
- Alex Descas: Nadir
- Serra Yılmaz: Gülfidan
- Haluk Bilginer: Abdul Hamid II
- Malick Bowens: Mithat
- Nilüfer Açıkalın: Selma
- Ayla Algan: Valide
- Gaia Narcisi: Aliye
- Başak Köklükaya: Gulbahar
- Ali Basar: Halit
- Selda Özer: Guya
- Valeria Golino: Anita
- Lucia Bosè: Safiye anciana

## Producció
La pel·lícula es va rodar a Istanbul i es van utilitzar més de 15 decorats. Entre els històricament autèntics hi ha l'estudi d'Abdul Hamid II, la sala Valide, alguns interiors del Yıldız, el teatre i la central elèctrica de 1901 que va donar llum al palau del soldà. L'harem original, destruït en un incendi als anys 1920, va ser reconstruït a l'estudi.

## Banda sonora
La Música instrumental de la banda sonora va ser composta per Pivio i Aldo De Scalzi. L'àlbum compta amb la participació d’Antonella Ruggiero, que interpreta la cançó Il sole al Nadir.
1. Voodoo contro la favorita – 0:33
2. Harem Suare (tema) – 1:44
3. Il bacio ed i nuovi arrivi – 0:56
4. Donne nell'hamam – 0:50
5. Il gatto ed il sultano – 0:31
6. Incendio – 1:06
7. Caravanserraglio – 4:16
8. Antonella Ruggiero – Il sole al Nadir – 5:18
9. Festa della nascita – 0:49
10. Supplica per l'antidoto – 2:16
11. Lettera – 3:01
12. Preparazione della rivale – 1:18
13. Carezze tra amanti – 1:25
14. Prove di lotta – 2:36
15. Quando arriva l'eclisse – 1:17
16. Stabat Mater – 1:39
17. Tre mele – 0:53
18. Ombre perdute – 0:55
19. Comandi – 0:46
20. Danza arabesca  – 1:31
21. La centrale abbandonata – 3:45
22. Prendi, questa è l'immagine – 1:49
23. Il sultano – 1:22
24. Addio del passato, bei sogni ridenti – 1:44
25. Addio del passato, bei sogni ridenti – 1:05
26. Salone vuoto – 0:59
27. Harem suare (titoli di testa) – 1:40
28. Antonella Ruggiero – Il sole al Nadir (pads version) – 4:29

## Recepció
| «                                                   | El revisionisme històric també afecta l'harem: que, a la pel·lícula de Ferzan Özpetek, l'autor de l'exitosa Hamam, no és el lloc de l'eros i la nuesa de la iconografia i la fantasia occidental, sinó un microcosmos poblat per dones cultes i intel·ligents on lluiten per la conquesta del poder a través de l'arma de la seducció i la maternitat, un món separat on la realitat externa no arriba sinó on les seves regles es recreen com en un escenari de teatre. […] Harem Suare (com les vetllades, les vesprades sobre el tema de la serrall que Safiye, expulsada del seu estrany paradís, escenificarà per guanyar-se la vida), produïdes amb molta cura i riquesa, té el polit de certes pintures d'Ingres, de les quals la bella fotografia de Pasquale Mari recrea l'encant claustrofòbic. Però la pel·lícula va tenir èxit sobretot pel que fa a l'ambient i la interpretació. Si bé la història es complica innecessàriament per un joc de caixes i articulacions xineses que Özpetek tanca amb una autocita incomprensible per a la majoria: la trobada entre Lucia Bosè -l'ara ja gran Safiye, que recorda- i Valeria Golino, una dona infeliç i fugitiva anomenada Anita, com la famosa tieta del Bany Turc... | » |
| — Irene Bignardi, La Repubblica, 23 de maig de 1999 | |   |

| «                              | Encara treballant en la relació entre Orient i Occident després del debut de Hamam, Ferzan Özpetek dirigeix un fresc complex i inusual, centrat en el col·lapse de l'Imperi Otomà. Amb l'ajuda de la bona fotografia de Pasquale Mari i d'un marc escenogràfic d'impacte indiscutible perquè sovint és autèntic, el director turc nacionalitzat italià té l'ambició de retratar un món sencer el moment abans del seu enfonsament així com d'analitzar una realitat convincent precisament perquè està en plena desintegració, optant per fer coincidir els aspectes polítics, socials i emocionals de la història. Fàcil d'operar, el doble fotograma només és un forçant, retòrica en més d'un pas, sovint fins i tot pesat, el segon treball d'Özpetek també pot ser apassionat, sensual, embarassat d'una palpable malenconia: penseu en algunes subtileses en la relació entre Safiyé i Nadir, jugant inicialment amb el no dit, amb les tensions de les mirades i després sobre una física tràgica, o amb la dissolució de l'harem entès com a metàfora de tota una època que està a punt de deixar-se engolir pel progrés. Un melodrama històric inspirat (també) en Verdi, al cap i a la fi comença amb una interpretació de La traviata amb un final especialment modificat per la mateixa Safiyé per a l'ús del soldà, Harem Suare persegueix un decadentisme d’alta escola que, però, no troba ni en la descripció de la vida de l'harem ni en la superposició entre els diferents nivells narratius. En essència és com si el director, recorrent a l'expedient de no mostrar mai el nucli real del que passa, en comptes de donar vida al vertigen esperat, només creés una confusió que repel·leix l'espectador. És interessant la comparació actoral entre Valeria Golino (Anita) i Lucia Bosè (l’anciana Safiyé), dues intèrprets capaces en un repartiment malauradament no sempre a l'alçada. Escrit pel director amb Gianni Romoli, també productor amb Tilde Corsi, musicat per Pivio i Aldo De Scalzi. Imperfecta, però preciosa a la seva manera. | » |
| — Marco Chiani, Movieplayer.it | |   |

## Premis
- 1999 - Festival Internacional de Cinema d'Antalya
  - Millor actriu secundària a Serra Yılmaz
- 1999 - Premi Gianni Di Venanzo
  - Millor fotografia italiana per a Pasquale Mari
- 2000 – Globo d'oro[6]
  - Millor actriu a Lucia Bosè

## Edició en DVD
L'edició en DVD de la pel·lícula només es va comercialitzar a partir del 13 de març de 2007, distribuïda per CG Entertainment.